# Sainte-Hélène, Vosges
Sainte-Hélène là một xã ở tỉnh Vosges, vùng Grand Est, Pháp. Xã này có diện tích 17,05 km² dân số năm 1999 là 446 người. Xã này nằm ở khu vực có độ cao trung bình 316 m trên mực nước biển.

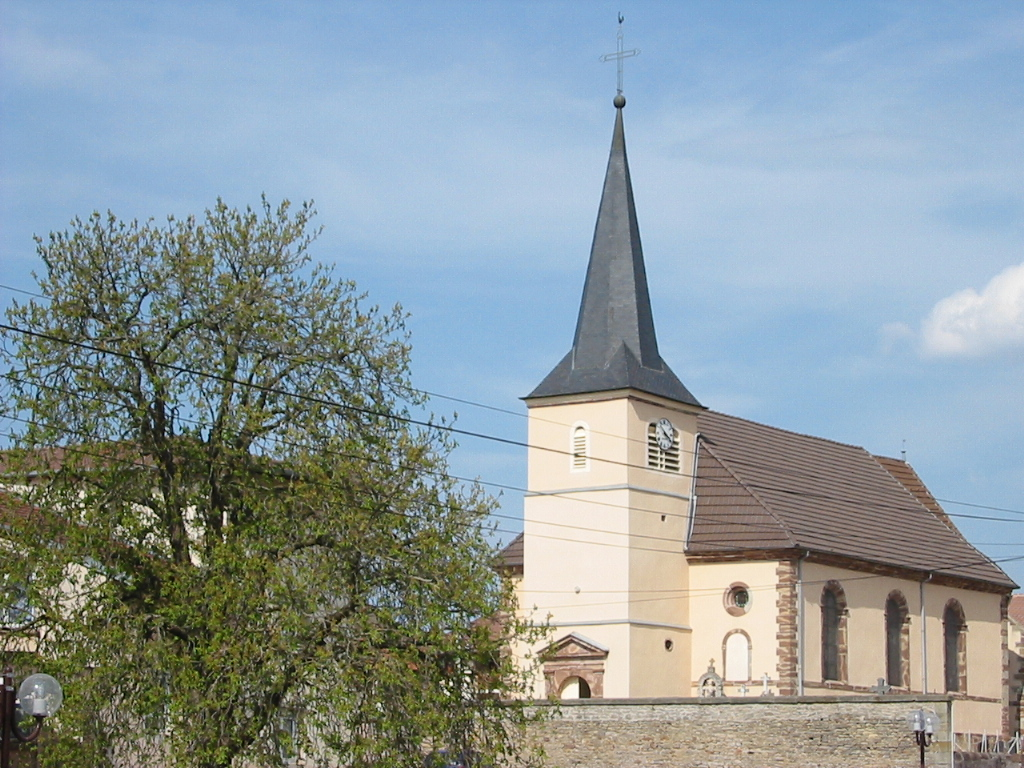
Nhà thờ Saint-Georges

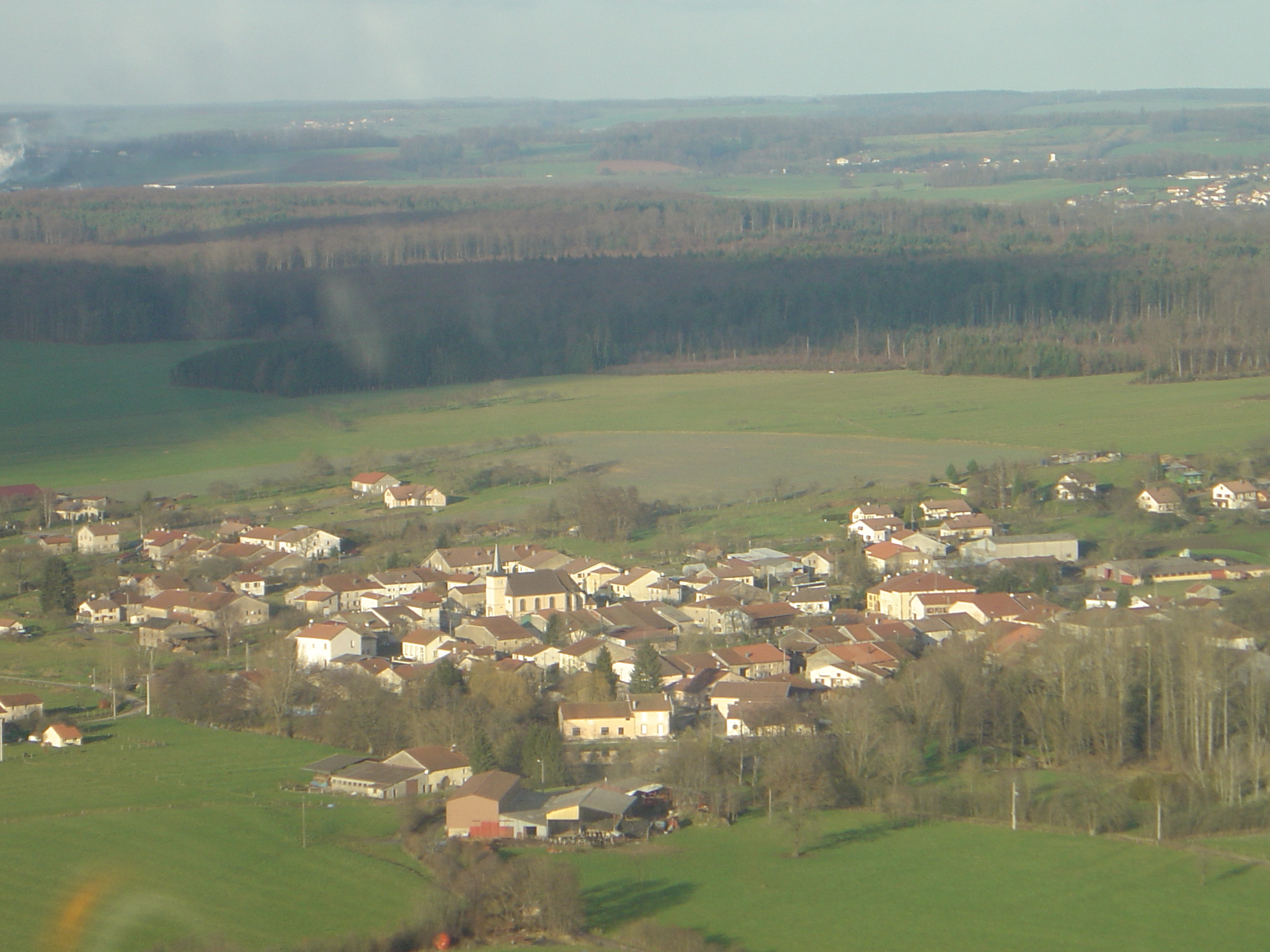
Cảnh nhìn từ trên cao

## Biến động dân số
| 1962                                         | 1968 | 1975 | 1982 | 1990 | 1999 |
| -------------------------------------------- | ---- | ---- | ---- | ---- | ---- |
| 353                                          | 362  | 342  | 427  | 432  | 446  |
| Số liệu từ năm 1962: Dân số không tính trùng |      |      |      |      |      |